# Molecular Informatics-Morphogenic Substance via Eye Tracking
 (novembre 2017).
Molecular Informantics - Morphogenic Substance via eye tracking est une installation interactive conçue par l’artiste Seiko Mikami, et présentée pour la première fois à Tokyo en 1996.

## Description de l'œuvre
Cette œuvre repose sur une lecture bio-informatique de la perception du participant. L’artiste a élaboré une situation dans laquelle une réalité virtuelle prend forme ; le regard du participant y détermine l’espace virtuel créé. En effet, ce dernier porte un casque de réalité virtuelle, lui-même équipé d’un dispositif d’oculométrie et qui donne vue à des formations moléculaires. Le regard du participant est enregistré par des capteurs à l’intérieur de ce casque/lunettes. Cette vue est alors retranscrite dans l’espace visuel que le participant observe et dans lequel il navigue : son regard détermine donc la formation des molécules qu’il contemple à travers les lunettes. Simultanément, cette création moléculaire qui réside dans cette réalité abstraite et créée par la perception du participant est projetée dans la salle d’exposition, permettant aux spectateurs de prendre connaissance de la perception subjective du participant. 
Outre sa présentation au Hillside Plaza de Tokyo, l’installation a été reproduite trois fois entre 1996 et 1999. Cette transposition de l’œuvre dans différents espaces d’exposition au cours d’une longue période de temps a permis à l’artiste d’actualiser la technologie sur laquelle repose l’installation, et avec pour but d’optimiser son caractère interactif : à DEAF96 la même année, elle y intègre une seconde pair de lunette, et met ainsi en scène un partage de l’espace virtuel. Elle y ajoutera un dispositif sonore en 1998, puis des enregistrements visuels différés qui se mélangent à l’expérience directe du participant en 1999. 

## Motivation du choix de l’œuvre
Molecular Informatics - Morphogenic Substance via eye tracking est une installation phare de Seiko Mikami, car elle réunit différents domaines de recherche qui caractérisent sa carrière : la bio-informatique, la lecture de l’individu comme une base de données, le regard comme interface , la perception subjective du participant, la programmation et le situationnisme.
Elle est également intéressante par sa qualité interactive, qui la lie au champ historique de l’art interactif. L’œuvre peut également être apparentée à une plateforme illustre de l’art contemporain[style à revoir], car elle réunit à la fois les rôles de concepteur, participant, et spectateur. De plus, nous pouvons[style à revoir] souligner le caractère reproductible et malléable de Molecular Informatics - Morphogenic Substance via eye tracking (par interaction avec les participants, et par évolution de sa technologie), qui contraste avec la notion moderniste d’œuvre immuable, matérielle et unique. 